# Hitoshi Ashinano
Hitoshi Ashinano (芦奈野ひとし Ashinano Hitoshi?) nacido el 25 de abril de 1963 en Yokosuka, Japón. Es un Mangaka japonés, conocido por la serie Yokohama Kaidashi Kikō.

## Biografía
Ashinano empezó trabajando como asistente de Kōsuke Fujishima. En 1994 su trabajo más conocido es Yokohama Kaidashi Kikō, Publicado en la revista Afternoon, contó con una serie OVA en 1998, de dos capítulos bajo la dirección de Takashi Anno. Producido por Kōdansha, por el cual la serie ganó el premio Cuatro Estaciones por trabajos de debut y en 2007 el Seiun Award por el mejor manga de ciencia ficción.
En 1999, Ashinano publicó Position, el manga trata sobre el uso de la magia en la vida ordinaria. Sukiya y Akira, dos jóvenes amigos, que nos muestran la magia de algunas de las cosas grandes y pequeñas que encuentran. Desde conocer a una persona que puede volar hasta estar solo en el mundo, experimenta cosas más allá y dentro de su día promedio.
Sus obras suelen tener un sentimiento bastante nostálgico y relajado con matices de misterio; Hay estiramientos frecuentes con poco o ningún diálogo. Muchas de sus creaciones también son notables por sus protagonistas femeninas fuertes e independientes.

## Trabajos
- Yokohama Kaidashi Kikō (1994-2006, Afternoon)
- Position (1999, Afternoon Season Zōkan y Bessatsu Morning[5])
- Misaki (julio de 2006, Afternoon)
- Trbo Type S (2006, manga tributo a E no Moto)
- Isaki of the Cub (カブのイサキ Kabu no Isaki?) (2007-presente, Afternoon)
- Kumabachi no koto (febrero del 2007, Afternoon)
- Konotoba Drive (2014)
- Mushishi Gaitanshuu (2015)